# Раскрашенная птица (фильм)
«Раскрашенная птица» (чеш. Nabarvené ptáče) — чешско-словацко-украинский фильм чешского режиссёра Вацлава Мархоула (чешск.), экранизация одноимённого романа польско-американского писателя Ежи Косинского. Первый фильм, в котором используется межславянский язык. Фильм входит в конкурсную программу 76-го Венецианского кинофестиваля, где 3 сентября состоялась мировая премьера фильма. Чешская премьера фильма состоялась 12 сентября 2019 года.

## Сюжет
Желая спасти своего ребёнка от преследований евреев в период войны, родители отправляют его в деревню в Восточной Европе. Его тётка, жившая там, неожиданно умирает, и ребёнок оказывается вынужден начать скитания через дикий и враждебный мир, в котором действуют лишь местные законы. Ребёнок борется за своё выживание, свою душу и собственное будущее.
В своих мытарствах ребёнок последовательно попадает: к знахарке Ольге, мельнику, птицелову Леху, «партизанам», на расстрел к немецким солдатам (Ганс), видит расстрел бегущих с поезда евреев, в гестапо, к католическому священнику, самогонщику, рыбачке, советским солдатам, детдом, где его и находит отец.

## В ролях
| Актёр                      | Роль      | Примечания |
| -------------------------- | --------- | ---------- |
| Петр Котлар                | мальчик   |            |
| Стеллан Скарсгард          | Ганс      | [ 5 ]      |
| Удо Кир                    | мельник   |            |
| Харви Кейтель              | священник | [ 12 ]     |
| Джулиан Сэндс              | Гарбос    |            |
| Лех Дыблик (пол.)          | Лех       |            |
| Алексей Кравченко          | Гаврила   |            |
| Барри Пеппер               | Митька    |            |
| Петр Ванек (чешск.)        | Никодим   |            |
| Йитка Чванчарова (чешск.)  | Людмила   |            |
| Радим Фиала (чешск.)       | казак     |            |
| Филип Каньковский (чешск.) | торговец  |            |
| Милан Шимачек (чешск.)     | майор     |            |
| Михаэла Долежалова         |           |            |
| Лукаш Гложек               |           |            |
| Александер Леопольд Шанк   | Офицер СС |            |

## Производство
Съёмки начались в марте 2017 года и длились 16 месяцев. Съёмки происходили в Чехии (Курживоды, Брно, брненской тюрьме, Йозефове, Бездружице, Черношине, Кацове и Болетице), Словакии (на реке Ваге), Польше и Украине. Всего было задействованы 43 локации на протяжении 100 съёмочных дней, в ходе которых были сняты 236 сцен, 1520 кадров и 3531 дубль. Производство было завершено в октябре 2018 года.
Большая батальная сцена в Болетицах была снята при помощи режиссёров Радима Шпачека (чешск.) и Вита Караса.

### Бюджет
Фильм получил финансовую помощь со стороны Украины в 2016 году в размере 9,588 млн. гривен. Общий бюджет картины составляет 159 млн. чешских крон.

## Языки
В фильме в основном применяется чешский язык, однако в отдельных сценах используются немецкий, русский, а также межславянский языки.

## Выход
Первый трейлер фильма был представлен 28 июля 2019 г. Премьера фильма состоялась 3 сентября 2019 г. в рамках 76-го Венецианского кинофестиваля. В кинотеатрах показы начались 12 сентября 2019 г.

### Награды и номинации
| Год  | Событие                                   | Награда                                | Категория                              | Номинант(ы)        | Результат | Источники     |
| ---- | ----------------------------------------- | -------------------------------------- | -------------------------------------- | ------------------ | --------- | ------------- |
| 2012 | Каннский кинофестиваль                    | Награда имени Кшиштофа Кесьлёвского    | Лучший сценарий                        | Вацлав Маргул      | Победа    | [ 20 ]        |
| 2019 | Венецианский кинофестиваль                | «Золотой лев»                          | Лучший фильм                           | Раскрашенная птица | Номинация | [ 21 ]        |
| 2019 | Венецианский кинофестиваль                | Приз ЮНИСЕФ                            | Борьба за права детей                  | Раскрашенная птица | Победа    | [ 22 ] [ 23 ] |
| 2019 | Nový Bor Academy of United Cinematography | NASK Award                             | Вклад в чешский и мировой кинематограф | Вацлав Мархоул     | Победа    | [ 24 ]        |
| 2019 | Чикагский кинофестиваль                   | «Золотой Хьюго»                        | Лучший полнометражный фильм            | Раскрашенная птица | Номинация | [ 25 ]        |
| 2019 | Чикагский кинофестиваль                   | Лучшая операторская работа             | Лучшая операторская работа             | Владимир Смутный   | Победа    | [ 26 ]        |
| 2019 | Camerimage                                | «Золотая лягушка»                      | Лучшая операторская работа             | Владимир Смутный   | Номинация | [ 27 ]        |
| 2019 | Camerimage                                | «Бронзовая лягушка»                    | Основной конкурс                       | Владимир Смутный   | Победа    | [ 28 ]        |
| 2019 | Camerimage                                | Приз ФИПРЕССИ                          |                                        | Владимир Смутный   | Победа    | [ 29 ]        |
| 2019 | Коркский кинофестиваль                    | Gradam Spiorad na Féile                | Приз «Дух фестиваля»                   | Раскрашенная птица | Номинация |               |
| 2019 | Кинофестиваль «Листопад»                  | Гран-при «Золотой листопад»            | Лучший фильм                           | Раскрашенная птица | Номинация | [ 30 ]        |
| 2019 | Калькуттский международный кинофестиваль  | «Золотой королевский бенгальский тигр» | Лучший режиссёр                        | Вацлав Мархоул     | Победа    | [ 31 ] [ 32 ] |
| 2019 | Варшавский фестиваль еврейского кино      | «Камера Давида»                        | Лучший сценарий                        | Вацлав Мархоул     | Победа    | [ 33 ] [ 34 ] |
| 2019 | Варшавский фестиваль еврейского кино      | «Камера Давида»                        | Лучшая операторская работа             | Владимир Смутный   | Победа    | [ 33 ] [ 34 ] |
| 2020 | «Спутник»                                 | «Спутник»                              | Лучший фильм на иностранном языке      | Раскрашенная птица | Номинация | [ 35 ]        |
| 2020 | Премия Европейской киноакадемии           | Премия Европейской киноакадемии        | Лучший европейский фильм               | Раскрашенная птица | Номинация |               |
| 2020 | Премия «Чешский лев»                      | «Чешский лев»                          | Лучший фильм                           | Раскрашенная птица | Победа    | [ 36 ]        |
| 2020 | Премия «Чешский лев»                      | «Чешский лев»                          | Лучший режиссёр                        | Вацлав Мархоул     | Победа    | [ 36 ]        |
| 2020 | Премия «Чешский лев»                      | «Чешский лев»                          | Лучший сценарий                        | Вацлав Мархоул     | Номинация | [ 36 ]        |
| 2020 | Премия «Чешский лев»                      | «Чешский лев»                          | Лучшее аудио-визуальное достижение     | Вацлав Мархоул     | Победа    | [ 36 ]        |
| 2020 | Премия «Чешский лев»                      | «Чешский лев»                          | Лучший актёр                           | Пётр Котлар        | Номинация | [ 36 ]        |
| 2020 | Премия «Чешский лев»                      | «Чешский лев»                          | Лучшая актриса второго плана           | Йитка Чванчарова   | Номинация | [ 36 ]        |
| 2020 | Премия «Чешский лев»                      | «Чешский лев»                          | Лучшая операторская работа             | Владимир Смутный   | Победа    | [ 36 ]        |
| 2020 | Премия «Чешский лев»                      | «Чешский лев»                          | Лучшая работа художника-постановщика   | Ян Власак          | Победа    | [ 36 ]        |
| 2020 | Премия «Чешский лев»                      | «Чешский лев»                          | Лучший монтаж                          | Людек Худец        | Победа    | [ 36 ]        |
| 2020 | Премия «Чешский лев»                      | «Чешский лев»                          | Лучший звук                            | Павел Рейхолец     | Победа    | [ 36 ]        |
| 2020 | Премия «Чешский лев»                      | «Чешский лев»                          | Лучшие костюмы                         | Хелена Ровна       | Победа    | [ 36 ]        |
| 2020 | Премия «Чешский лев»                      | «Чешский лев»                          | Лучший грим                            | Иво Странгмюллер   | Победа    | [ 36 ]        |
| 2020 | Премия «Чешский лев»                      | «Чешский лев»                          | Лучший постер                          | Роман Мразек       | Победа    | [ 36 ]        |